# Дорчестер

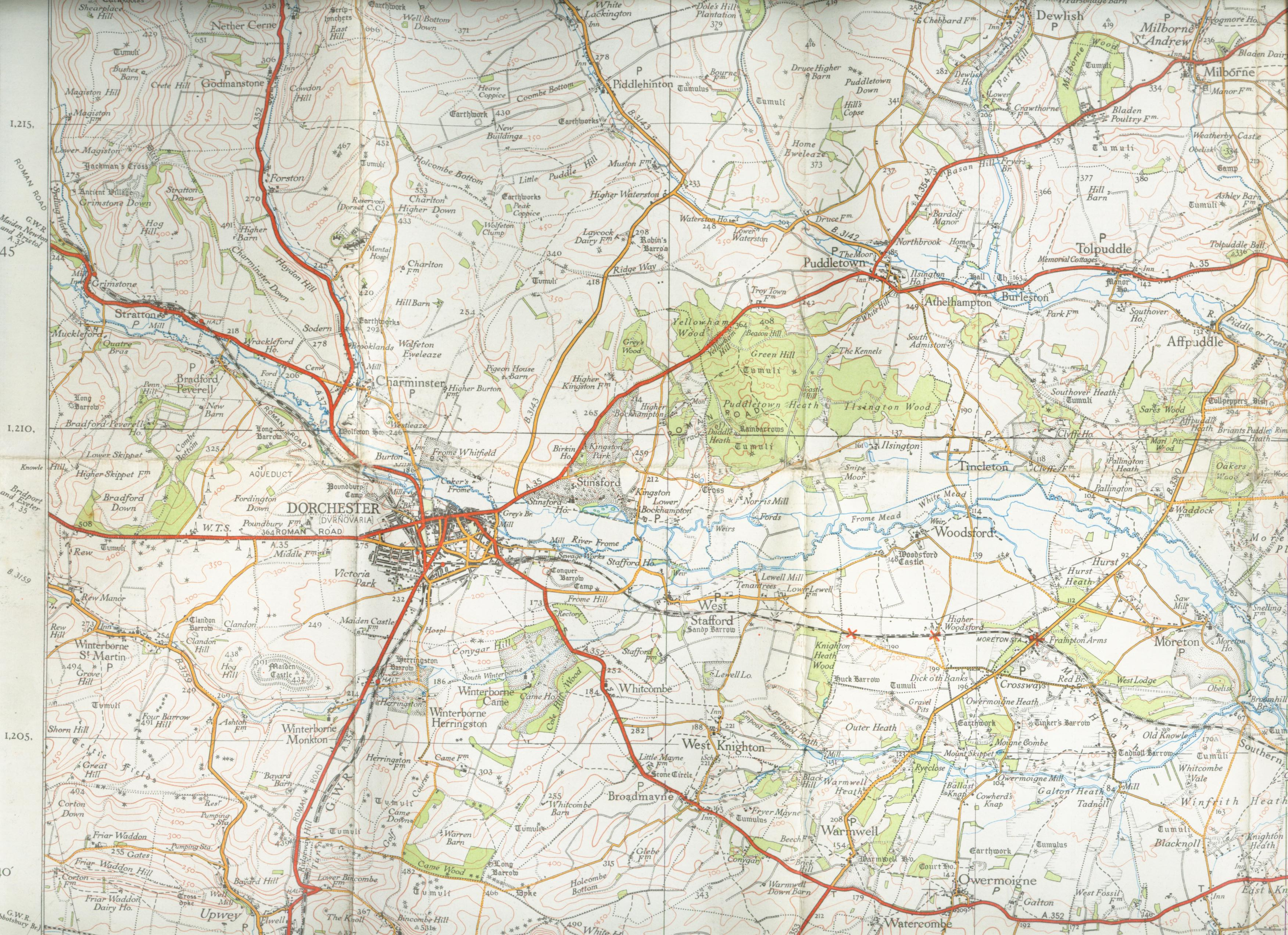
Карта Дорчестера, 1935 г.

Дорчестер  (англ. Dorchester, древн. Durnovaria и Durinum, по-саксонски Dornceaster) — город в Юго-Западной Англии, административный центр графства Дорсет и района Уэст-Дорсет.
Город расположен на реке Фром (англ.), в 200 км на юго-запад от Лондона, в 11 км от побережья пролива Ла-Манш (город Уэймут).
В городе много развалин римских времён. Наличествует сохранившаяся архитектура XVI—XVII веков.

## Источник
- Дорчестер // Энциклопедический словарь Брокгауза и Ефрона : в 86 т. (82 т. и 4 доп.). — СПб., 1890—1907.